# Judd Nelson
Judd Asher Nelson (Portland, 28 novembre 1959) è un attore statunitense.

## Biografia
Judd Nelson è nato a Portland, nel Maine, il 28 novembre 1959, da una famiglia ebraica. La madre Merle Royte era una politica appartenente alla Camera dei rappresentanti del Maine, mentre il padre Leonard Nelson era un avvocato.
È principalmente noto al grande pubblico per le sue interpretazioni in film legati al cosiddetto Brat Pack come Breakfast Club, nel ruolo del ribelle John Bender, e St. Elmo's Fire.

## Filmografia parziale

### Attore

#### Cinema
- American Yuppies (Making the Grade), regia di Dorian Walker (1984)
- Breakfast Club, regia di John Hughes (1985)
- St. Elmo's Fire, regia di Joel Schumacher (1985)
- Fandango, regia di Kevin Reynolds (1985)
- Blue City, regia di Michelle Manning (1986)
- Colpo di scena (From the Hip), regia di Bob Clark (1987)
- Senza limiti (Relentless), regia di William Lustig (1989)
- New Jack City, regia di Mario Van Peebles (1991)
- Rendez-vous con la morte (Entangled), regia di Max Fischer (1993)
- Hail Caesar, regia di Anthony Michael Hall (1994)
- Airheads - Una band da lanciare (Airheads), regia di Michael Lehmann (1994)
- Il sentiero delle vedove (Blackwater Trail), regia di Ian Barry (1995)
- Steel, regia di Kenneth Johnson (1997)
- Ritorno alla casa sul lago (Return to Cabin by the Lake), regia di Po-Chih Leong (2001)
- Jay & Silent Bob... Fermate Hollywood! (Jay and Silent Bob Strike Back), regia di Kevin Smith (2001)
- The Signals - Esperimento fuori controllo (Deceived), regia di André Van Heerden (2002)
- The Lost Angel, regia di Dimitri Logothetis (2005)
- A Single Woman, regia di Kamala Lopez (2008)
- The Caretaker, regia di Bryce Olson (2008)
- The Boondock Saints 2 - Il giorno di Ognissanti (The Boondock Saints II: All Saints Day), regia di Troy Duffy (2009)
- Cancel Christmas, regia di John Bradshaw (2011)
- Bad Kids Go to Hell, regia di Matthew Spradlin (2012)
- Nurse - L'infermiera (Nurse 3D), regia di Douglas Aarniokoski (2013)
- Billionaire Boys Club, regia di James Cox (2018)

#### Televisione
- Moonlighting – serie TV, episodio 2x18 (1986)
- Sesso bendato - In balia dell'assassino (Blindfold: Acts of Obsession), regia di Lawrence L. Simeone – film TV (1994)
- Susan (Suddenly Susan) – serie TV, 71 episodi (1996-2000)
- Mister Rock 'n' Roll (Mr. Rock 'n' Roll: The Alan Freed Story), regia di Andy Wolk – film TV (1999)
- Oltre i limiti (The Outer Limits) – serie TV, episodio 6x13 (2000)
- Las Vegas – serie TV, episodio 4x10 (2006)
- CSI - Scena del crimine (CSI: Crime Scene Investigation) – serie TV, episodio 6x13 (2006)
- CSI: NY – serie TV, episodio 3x17 (2007)
- Psych – serie TV, episodio 4x13 (2010)
- Due uomini e mezzo (Two and a Half Men) – serie TV, 2 episodi (2010)
- Nikita – serie TV, 2 episodi (2013)
- Empire – serie TV, 5 episodi (2015)
- Girl in the Basement, regia di Elisabeth Röhm – film TV (2021)

## Doppiatori italiani
Nelle versioni in italiano delle opere in cui ha recitato, Judd Nelson è stato doppiato da:
- Massimo Rossi in Il sentiero delle vedove, Susan, The Signals - Esperimento fuori controllo
- Tonino Accolla in Breakfast Club, Steel
- Roberto Chevalier in St. Elmo's Fire
- Sandro Acerbo in Fandango
- Alberto Caneva in Destino trasversale
- Giorgio Lopez in New Jack City
- Teo Bellia in Airheads - Una band da lanciare
- Vladimiro Conti in CSI - Scena del crimine
- Ennio Coltorti in Jay & Silent Bob... Fermate Hollywood!
- Lucio Saccone in Due uomini e mezzo
- Mino Caprio in CSI: NY
- Roberto Draghetti in Psych
- Alberto Bognanni in Nurse - L'infermiera
- Massimo Bitossi in Billionaire Boys Club

Da doppiatore è sostituito da:
- Christian Iansante in Transformers - The Movie (ridoppiaggio)